# Grzegorz Rosinski
Grzegorz Rosinski (Stalowa Wola, 3 agosto 1941) è un fumettista e pittore polacco naturalizzato belga, vive in Svizzera nel cantone Vallese.

## Biografia
Ha compiuto gli studi di belle arti a Varsavia e ha lavorato come disegnatore in Polonia fino al 1976, anno in cui si trasferisce in Belgio per perfezionare la sua tecnica. In Polonia ha prodotto fumetti di un certo successo come la Storia illustrata della Polonia,  Kapitan Żbik e Pilot śmigłowca. È stato anche creatore e primo editore della rivista Relax, prima rivista polacca di soli fumetti.
Nel 1981, a seguito della dichiarazione della Legge marziale in Polonia, Rosinski decide di rimanere stabilmente in Belgio, dove lavora per le riviste di fumetti Trombone illustré, Tintin e Spirou, anche con lo pseudonimo di Rosek.

## Carriera
Nel 1977, con lo sceneggiatore belga Jean Van Hamme, ha pubblicato nella rivista Tintin la prima storia di Thorgal, che riscuote subito un discreto successo al punto di meritarsi di venire pubblicato in un album singolo edito da Le Lombard.
Nel 1980, con l'editore Duchateau, pubblica il fumetto Hans, con influenze di tipo fantascientifico ancor più marcate.
Nel 1988, nuovamente con Jean Van Hamme, pubblica le tre storie della serie Il Grande Potere dei Chnikel, uscita inizialmente nella rivista A Suivre e poi in tre albi separati da Casterman.
Nel 1992, si associa a Jean Dufaux per la storia Complainte des landes perdues, per le edizioni Dargaud.
Nel 2004-2005 pubblica le due storie della serie Il Conte Skarbek, su sceneggiatura di Yves Sente.